# Polygonatum grandicaule
Polygonatum grandicaule là một loài thực vật có hoa trong họ Măng tây. Loài này được Y.S.Kim, B.U.Oh & C.G.Jang miêu tả khoa học đầu tiên năm 1998.